# 紅寡婦鳥
紅寡婦鳥（學名：Euplectes orix），又名紅巧織雀，是寡婦鳥屬中的一種細小鳥類。牠們分佈在赤道以南非洲的濕地及草原，而在赤道以北的是橙巧織雀。鸟长10-11厘米。

## 特徵
紅寡婦鳥長10-11厘米，喙圓而厚。負責繁殖的雄鳥色彩鮮艷，呈紅色（有時橙色）及黑色。前額、面部及尾羽底都是紅色的，下胸及腹部是黑色。其他雄鳥及雌鳥呈褐色，下身較淡色。雌鳥比雄鳥細小。
橙巧織雀的繁殖雄鳥黑色羽毛比紅寡婦鳥較多，一直沿背部延伸至尾巴。雌鳥及其他雄鳥都與紅寡婦鳥完全一樣。

## 分佈及棲息地

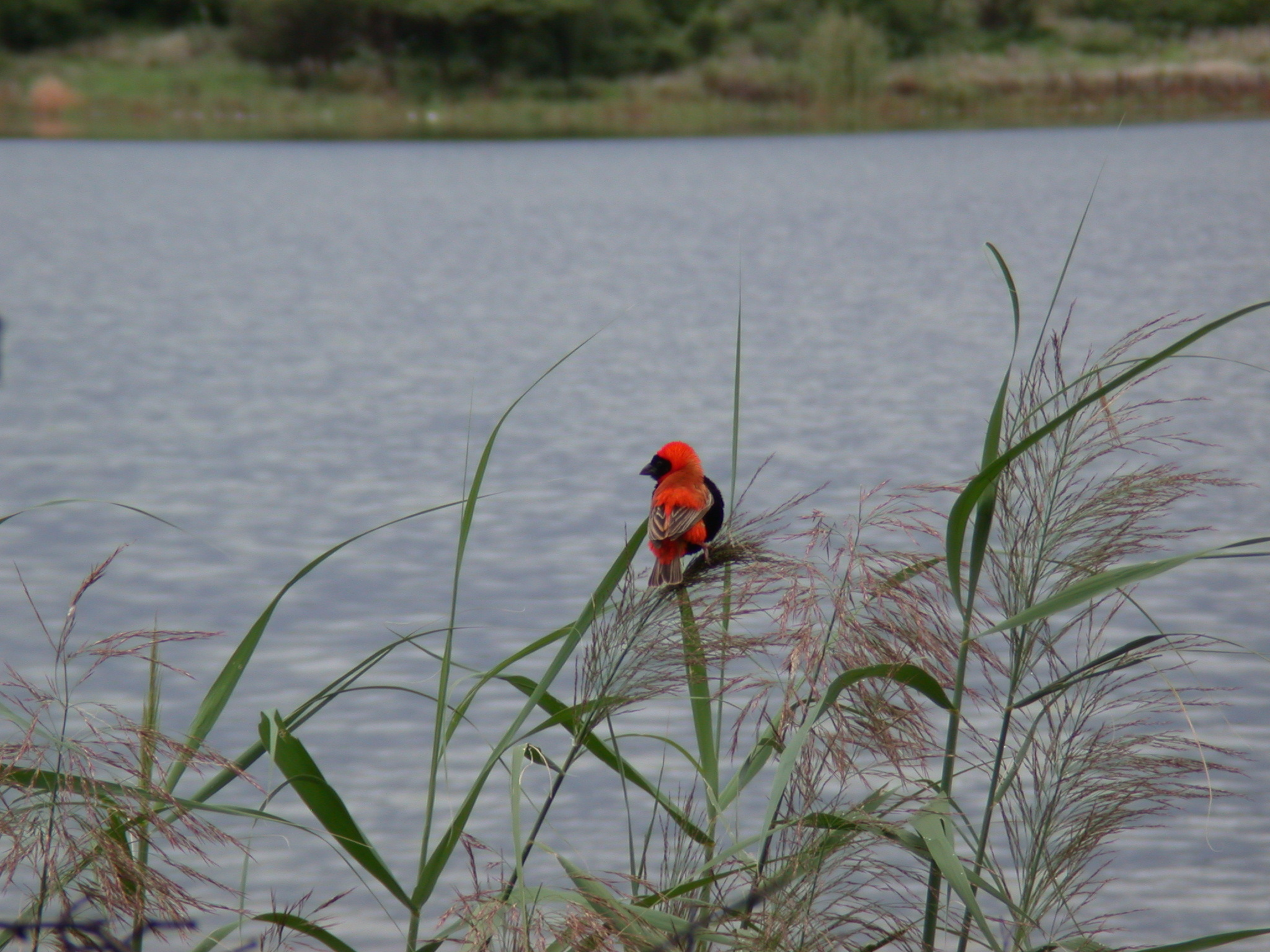
棲息在水邊的雄鳥。

紅寡婦鳥分佈自南非北至安哥拉、剛果民主共和國的南部及東部、烏干達南部及肯雅西南部。牠們很少會在納米比沙漠及喀拉哈里沙漠出現。
於繁殖季節，牠們會棲息在水邊的草叢、蘆葦、莎草或農作物（如甘蔗）中。於其他季節，牠們會遷到較乾旱的草原及大草原。

## 行為
紅寡婦鳥是群居的，一起居住及覓食。牠們吃種子及一些昆蟲。牠們一般會與其他文鳥科混合在一起。
於繁殖季節開始時，雄性紅寡婦鳥會築幾個鳥巢來吸引雌鳥。牠們會豎起羽毛飛行來示愛。牠們是一夫多妻制的。鳥巢是以蘆葦、草或其他植物組成。每胎會生2-4隻鳥蛋。

## 外部連結
- 維基物種上的相關：紅寡婦鳥
- African Bird Image Database （页面存档备份，存于）